# Stiff Little Fingers
A Stiff Little Fingers nevű ír punkegyüttes 1977-ben alakult meg Belfastban.

## Tagok
- Jake Burns - éneklés, gitár (1977-1982, 1987-)
- Ali McMordie - basszusgitár (1977-1982, 1987-1991, 2006-)
- Ian McCallum - gitár (1993-)
- Steve Grantley - dobok (2006-)

## Diszkográfia

### Stúdióalbumok
- Inflammable Material (1979)
- Nobody's Heroes (1980)
- Go for It (1981)
- Now Then... (1982)
- Flags and Emblems (1991)
- Get a Life (1994)
- Tinderbox (1997)
- Hope Street (1999)
- Guitars and Drum (2003)
- No Going Back (2014)